# Gunnar Sønsteby
Gunnar Fridtjof Thurmann Sønsteby, född 11 januari 1918 i Rjukan, Telemark fylke, död 10 maj 2012 i Oslo, var en central person i den norska motståndsrörelsen under andra världskriget. 
Sønsteby använde flera täcknamn, varav Nr 24 och Kjakan de mest kända. Sønsteby deltog i det väpnade motståndet mot Nazityskland våren 1940. Kort därefter kontaktade han motståndsledaren Knut Møyen och arbetade sedan med illegal tidningsutgivning tillsammans med Max Manus, en annan legendarisk motståndsman. Sønsteby gjorde flera vändor som kurir fram till norsk-svenska gränsen. Från 1943 opererade han i Oslo. Han var nära att gripas 1943 och reste därför till Storbritannien via Stockholm. I England enrollerades han i bataljonen Noric I, mer känd senare som Kompani Linge. Hösten 1943 återvände han till Oslo där han fortsatte motståndsarbetet. 
Från våren 1944 genomförde Sønsteby flera sabotageaktioner som ledare för aktionsgruppen Oslogjengen. Gruppen slog först till mot byggnader och hålkortsmaskiner vilka användes vid inkallelse av norska ungdomar till tjänstgöring vid AT, arbeidstjensten (den norska motsvarigheten till organisation Todt). I krigets slutskede angrep man industrier, järnväg, lokomotiv, flygmotorer, olje- och bensinlager. 1942 samarbetade Gunnar Sønsteby en period med Osvaldgruppen och 2A. 
Sønsteby var den norska medborgare som är mest dekorerad. Bland annat har han som enda person hittills mottagit krigskorset med tre svärd, den högsta utmärkelse som delas ut i Norge. Dessutom har han mottagit Presidential Medal of Freedom, den högsta civila utmärkelsen i USA, som en av mycket få utlänningar. Sønsteby skildrar sina insatser i boken Rapport fra Nr. 24 från 1960, på svenska året därpå.